# Masseira

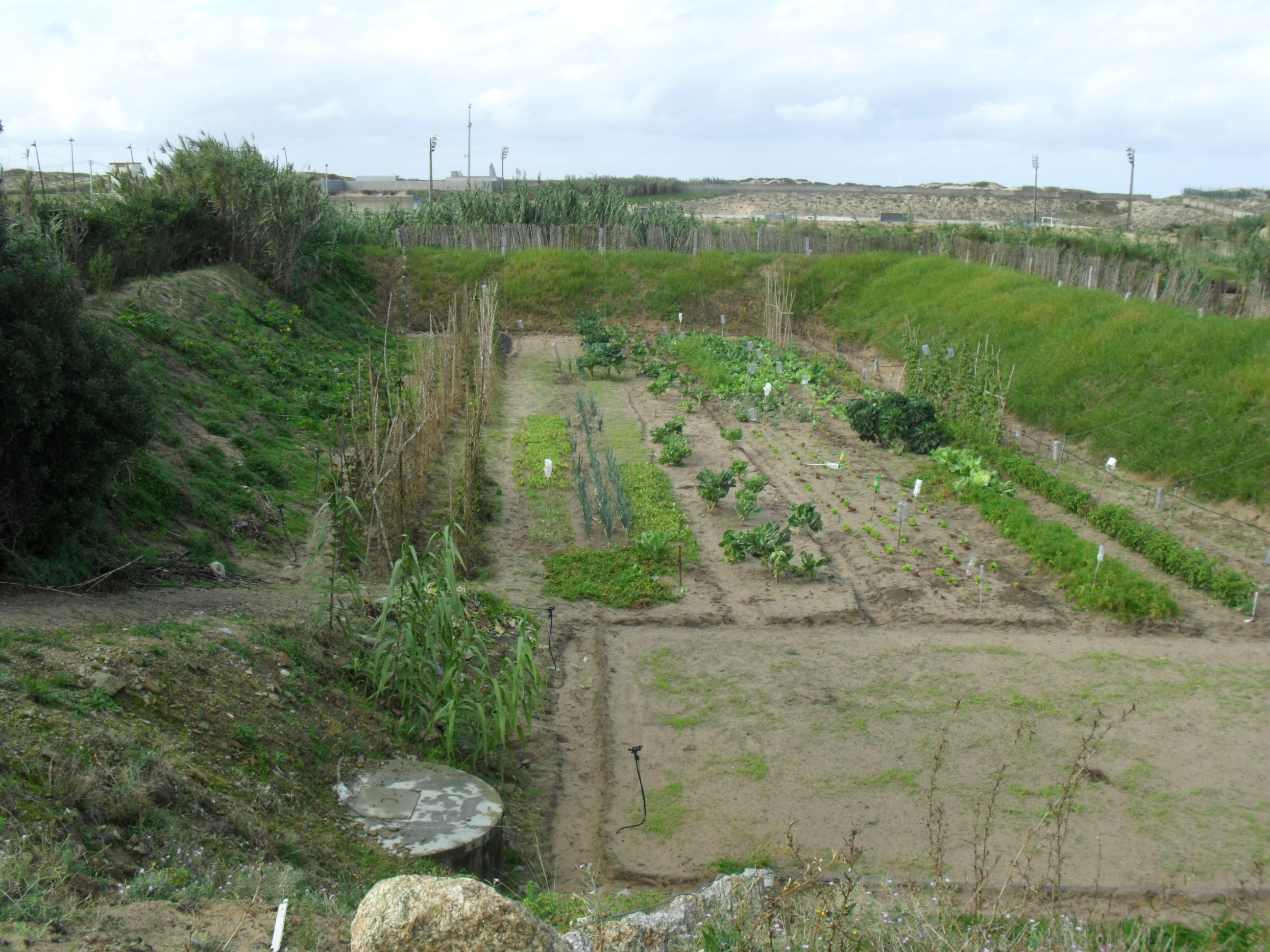
Es una manera de agricultura ancestral que consiste en hacer un hoyo ancho y rectangular en las playas anchas y arenosas de la región.

Las masseiras o campos masseira constituyen una forma de agricultura única en el mundo que se da en las freguesias de Estela (nombre que proviene directamente del latín STELLA, que significa estrella) y Aguçadoura, en Póvoa de Varzim y Apúlia, en Esposende. Esta forma de agricultura ancestral consiste en hacer un hoyo ancho y rectangular en las playas anchas y arenosas de la región.

## Historia
Este tipo de agricultura fue inventada en el siglo XVIII por monjes benedictinos de la abadía de Tibães y fue bastante utilizado en otros tiempos en las costas de la Póvoa de Varzim y Esposende. Hoy, esta forma de agricultura tan peculiar corre el peligro de desaparecer.

## Características
En los cantos del hoyo, conocidos como los "cuatro valles", se cultivan viñas, de forma que protejan el área central de los vientos del norte, que reciben el nombre de Nortada (un viento típico de Póvoa). En el área central, se encuentra agua dulce, y no salada como podríamos suponer, y se puede cultivar cualquier cosa, pero se necesitan grandes cantidades de agua y sargazos para que lo que se cultive brote.
- Datos: Q256510